# 27083 Alethialittle
27083 Alethialittle este o planetă minoră (asteroid), cu un diametru de 2,114 km, din centura de asteroizi. A fost descoperită pe 11 octombrie 1998 la Stația Anderson Mesa de Lowell Observatory Near-Earth-Object Search. 
Obiectul prezintă o orbită caracterizată de o semiaxă mare de 2,204273 UAi, o excentricitate de 0,07, o înclinație de 2,10061 ° în raport cu ecliptica.